# Reynaldo Alan Vásquez Romero
Reynaldo Alan Vásquez Romero (San Pedro Sula, Hondures, 3 de gener de 1956) més conegut com a Reynaldo Vásquez, és un exfutbolista, empresari i dirigent esportiu salvadorenc. El juny de 2009, la Federació Internacional de Futbol Associació (FIFA) el va escollir per a presidir la Comisión Normalizadora de la Federació Salvadorenca de Futbol (FESFUT) i posar ordre al futbol salvadorenc, càrrec que va exercir fins al juliol de 2010.
L'octubre de 2014, Reynaldo Vásquez va ser acusat per la justícia salvadorenca d'apropiació indeguda i d'incompliment d'obligacions empresarials amb els treballadors de la seva empresa familiar. El 6 de març de 2017, va ser condemnat a vuit anys de presó i al pagament de 400 mil dòlars en concepte de responsabilitat civil.
A finals de 2015 va ser acusat de corrupció pel Departament de Justícia dels Estats Units en el conegut com a Cas Fifagate. Va ser detingut i autoritzada la seva extradició als EUA, extradició que va quedar congelada en estar pendent de diversos processos judicials al Salvador. Va ser inhabilitat per la Confederació del Nord, Centreamèrica i el Carib de Futbol Associació (CONCACAF). El gener de 2021 va ser extradit als EUA i, el setembre de 2022, va ser condemnat per suborns a 16 mesos de presó.

## Trajectòria
Reynaldo Vásquez va néixer a Hondures, però els seus pares eren salvadorencs. Va començar la seva carrera esportiva com a jugador de bàsquet amb l'equip del Liceo Salvadoreño, però es va passar al futbol on va destacar com a porter de diversos equips de la segona i primera divisió salvadorenca com el Molino de Ataco, Universidad de El Salvador i Universidad Católica (UCA). Va ser campió de la lliga d'ascens la temporada 1982-83 i va jugar a la Liga Mayor fins a la temporada 1986-87. Amb la mort del seu pare i la seva retirada del futbol actiu, va alternar la direcció de l'empresa familiar, Muebles Mobilia, i la direcció esportiva de la Asociación Deportiva El Tránsito.
L'any 2008, Reynaldo Vásquez va ser escollit per la FIFA per formar part de la Comisión Normalizadora de la FESFUT amb l'encàrrec de posar ordre al futbol salvadorenc. El juny de 2009, amb la renúncia del president de la comissió, Rodrigo Calvo, va assumir la presidència fins al juliol de 2010.
L'any 2014, Vásquez va ser acusat per la justícia salvadorenca d'incompliment de diverses obligacions empresarials i de l'apropiació indeguda de retencions de renda i aportacions al fons de pensions d'una part dels treballadors de l'empresa familiar.
El 6 de març de 2017, va ser declarat culpable i condemnat a vuit anys de presó i al pagament de 400 mil dòlars en concepte de responsabilitat civil.

## Fifagate
El 3 de desembre de 2015, Reynaldo Vásquez va ser un dels setze acusats addicionals per la justícia nord-americana en la segona gran relació d'implicats en el denominat Cas Fifagate. Se l'acusava de cinc delictes i es demanava la seva extradició als Estats Units. Segons la fiscalia, Reynaldo Vásquez hauria rebut suborns de l'empresa Media World a canvi de l'adjudicació dels drets de màrqueting de la selecció del Salvador pels partits classificatoris del mundial de Brasil 2014.
El 17 de desembre de 2015, Vásquez va ser detingut per la policia salvadorenca i posat a disposició de la Interpol per a la seva extradició als Estats Units.
Reynaldo Vásquez va admetre tenir una vella relació d'amistat amb el directiu de Media World i exdirectiu de Traffic Sports USA, Fabio Tordin, però va negar rotundament haver cobrat cap mena de suborn.
El 5 de desembre de 2017, Vásquez va ser inhabilitat provisionalment de tota activitat relacionada amb el futbol dins l'àrea de la Confederació del Nord, Centreamèrica i el Carib de Futbol Associació (CONCACAF).
A finals de maig de 2019, Reynaldo Vásquez complia condemna de presó al Salvador i seguia pendent de ser extradit als Estats Units per a ser jutjat pel Cas Fifagate.
El 6 d'abril de 2020, un tercer escrit de la fiscalia estatunidenca va ampliar les acusacions pel cas Fifagate a quatre implicats més. En el mateix escrit es van reformular les acusacions a tretze dels implicats en els escrits anteriors. Un d'aquests tretze era Reynaldo Vásquez, al que s'acusava ara de blanqueig de capitals, frau electrònic i conspiració per a delinquir.
El 29 de gener de 2021, va ser extradit als Estats Units on era reclamat per diversos delictes de corrupció relacionats amb el Cas Fifagate. El setembre de 2022 va ser condemnat per suborn a 18 mesos de presó i a la devolució de 360.000 dòlars al govern estatunidenc.